# Pilota d'Or 1980
El premi Pilota d'Or 1980, atorgat al millor futbolista europeu de l'any, a criteri d'un panell de periodistes esportius d'arreu dels territoris membres de la UEFA, fou entregat al davanter alemany Karl-Heinz Rummenigge el 30 de desembre de 1980.
Rummenigge fou el tercer alemany (de la RFA) en guanyar el guardó, després que ho haguessin fet Gerd Müller el 1970 i Franz Beckenbauer els anys 1972 i 1976. Rummenigge fou també el tercer futbolista del Bayern de Múnic, després d'aquests dos mateixos jugadors, en guanyar el trofeu.

## Classificació
| Posició | Nom                   | Club                     | Nacionalitat        | Punts |
| 1       | Karl-Heinz Rummenigge | Bayern de Múnic          | RFA                 | 122   |
| 2       | Bernd Schuster        | FC Barcelona             | RFA                 | 34    |
| 3       | Michel Platini        | AS Saint-Étienne         | França              | 33    |
| 4       | Wilfried Van Moer     | Beveren                  | Bèlgica             | 27    |
| 5       | Jan Ceulemans         | Club Brugge              | Bèlgica             | 20    |
| 6       | Horst Hrubesch        | Hamburger SV             | RFA                 | 18    |
| 7       | Herbert Prohaska      | Inter de Milà            | Àustria             | 14    |
| 8       | Hansi Müller          | VfB Stuttgart            | RFA                 | 11    |
| 8       | Liam Brady            | Juventus FC              | República d'Irlanda | 11    |
| 10      | Manfred Kaltz         | Hamburger SV             | RFA                 | 10    |
| 11      | Erwin Vandenbergh     | Lierse SK                | Bèlgica             | 9     |
| 11      | Luis Arconada         | Reial Societat           | Espanya             | 9     |
| 11      | Dino Zoff             | Juventus FC              | Itàlia              | 9     |
| 14      | Kenny Dalglish        | Liverpool FC             | Escòcia             | 5     |
| 14      | Bruno Pezzey          | Eintracht Frankfurt      | Àustria             | 5     |
| 16      | Terry McDermott       | Liverpool FC             | Anglaterra          | 4     |
| 16      | Viv Anderson          | Nottingham Forest FC     | Anglaterra          | 4     |
| 16      | Ruud Krol             | SSC Napoli               | Països Baixos       | 4     |
| 16      | Francesco Graziani    | Torino FC                | Itàlia              | 4     |
| 20      | Ladislav Vízek        | Dukla Praga              | Txecoslovàquia      | 3     |
| 20      | Manuel Bento          | SL Benfica               | Portugal            | 3     |
| 22      | Frank Arnesen         | AFC Ajax                 | Dinamarca           | 2     |
| 22      | Antonín Panenka       | Bohemians 1905           | Txecoslovàquia      | 2     |
| 22      | David O'Leary         | Arsenal FC               | República d'Irlanda | 2     |
| 22      | Vladimir Petrović     | Estrella Roja de Belgrad | SFR Yugoslavia      | 2     |
| 22      | Zbigniew Boniek       | Widzew Łódź              | Polònia             | 2     |
| 27      | Giancarlo Antognoni   | ACF Fiorentina           | Itàlia              | 1     |
| 27      | Alessandro Altobelli  | Inter de Milà            | Itàlia              | 1     |
| 27      | Marcel Răducanu       | Steaua București         | Romania             | 1     |
| 27      | Trevor Francis        | Nottingham Forest FC     | Anglaterra          | 1     |
| 27      | Zdeněk Nehoda         | Dukla Praga              | Txecoslovàquia      | 1     |
| 27      | Peter Shilton         | Nottingham Forest FC     | Anglaterra          | 1     |